# Felipe Parada
Felipe Andrés Parada Mlinowski (Santiago, 16 de mayo de 1981) es un exjugador de tenis profesional chileno. Ha llegado a 8 finales en futuros y ha ganado uno.
Derrotó a Andy Murray y Juan Martín del Potro en 2005.

## Títulos enChallengers(2)

### Dobles (2)
| N.º | Fecha              | Torneo    | Superficie    | Pareja            | Oponentes en la final          | Resultado    |
| --- | ------------------ | --------- | ------------- | ----------------- | ------------------------------ | ------------ |
| 1.  | 29 de mayo de 2006 | Ettlingen | Tierra batida | Vasilis Mazarakis | Lars Burgsmüller / Simon Greul | 3-6 6-1 10-4 |
| 2.  | 5 de junio de 2006 | Fürth     | Tierra batida | Vasilis Mazarakis | Philipp Marx / Torsten Popp    | 6-3 6-2      |

### Finalista en dobles (1)
- 2006: Santiago (junto a Jorge Aguilar, pierden ante Máximo González y Sergio Roitman).